# Campinas do Piauí
Campinas do Piauí este un oraș în Piauí (PI), Brazilia.